# 無線アクセス
無線アクセス（むせんアクセス）は信号を伝えるケーブルの代わりに無線（電波）を使うデータ通信サービスの総称。無線アクセスシステム。GHz帯を使うものが多い。
日本国内においては、無線LANとは異なり、無線局免許に基づく基地局からの、比較的高出力の空中線電力により、主に屋外等の比較的広い範囲をカバーするものである。制度的には無線LANの屋外等への利用開放（4.9 - 5.0GHz帯）に関係する物もある。
パソコンやPDA等のインターネット接続に利用されるものが多く、一部は、ブロードバンドインターネット接続が可能なものも出始めている（BWA：Broadband Wireless Access）。

## Fixed Wireless Access
FWAは、固定無線アクセス（こていむせんアクセス）または加入者系無線アクセスシステム（かにゅうしゃけいむせん - ）とも言う。基地局・端末等はそれぞれ1箇所に固定して利用される。移動には工事・調整等を要する場合がある。以前はWLL (Wireless Local Loop) と呼ばれることの方が多かったが、国際電気通信連合無線通信部門 (ITU-R) による勧告化後はFWAの名称が一般に使われるようになった。
ブロードバンドの新規契約は2021年現在、第4世代移動通信システムとFTTH、BWAが主流であり、FWAの加入者数は2003年（平成15年）6月末の32,399契約をピークとして、2025年3月末には1,049契約まで減少している。
光ケーブルやケーブルテレビ等の有線系ブロードバンドインターネット接続の固定回線の足回り（ラストワンマイル）として利用することもある（FTTxなど）。
比較的安価に利用できるブロードバンド回線として普及しているADSLは通信速度が非対称であるため、端末からネットワーク方向（上り）への通信速度が遅くなるが、FWAは双方向とも同等の通信速度が確保できる。また、道路や河川を渡さなければならないとか、自然保護等の関係から有線系の回線が確保できないような場合でも、比較的容易に通信回線を確保することができるほか、事故や災害により通信線が切断されるなどの問題が少ないという特徴がある。
ネットワーク構成としては、ポイントツーポイントで帯域を占有するものと、ポイントツーマルチポイントで帯域を共用するものとがある。

### 日本での営業サービス

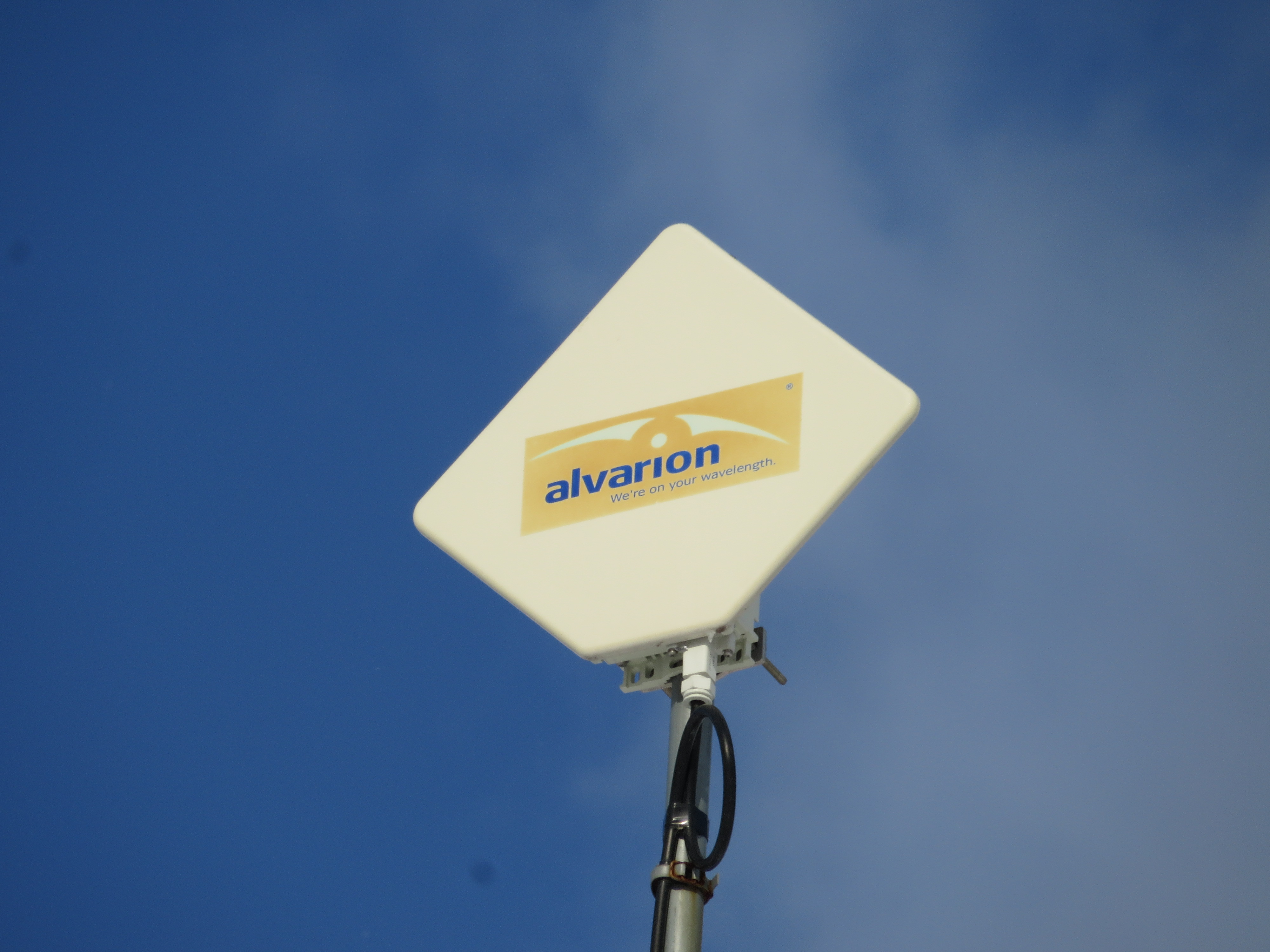
スカイネットVの加入者用アンテナ

2025年3月末現在の日本での固定無線アクセス (FWA) の契約件数が多い都道府県は富山県（422件）、高知県（147件）、北海道（191件）、愛媛県（125件）、沖縄県（94件）の順となっている。
ブロードバンド普及前は下記以外にも多数の固定無線アクセスプロバイダーが存在していた。
22GHz/26GHz/38GHz帯加入者系無線アクセスシステムを使用するもの
- 26SS-D1方式ディジタル加入者無線（日本電信電話）- 26GHz帯無線を使用
- ネットワークアクセスサービス FWA[3]←インタースカイ（KDDI[4]←ケイディディ・ウインスター） - 22GHz/38GHz帯無線を使用[5]。
- ODNエアリンク[6]（日本テレコム）
- bit-drive[6]（ソニー）
- Bフレッツ ワイヤレスアクセスタイプ（NTT東日本・NTT西日本） - 26GHz帯無線を使用[7][8]。サービス終了[9]。
- Bフレッツ ワイヤレスファミリータイプ（NTT西日本） - 26GHz帯無線を使用。サービス終了[10]。
- あっと！はらまち（福島県原町市） - バックボーン回線にNTT東日本の特定地域向けIPデータ通信網サービスを使用[11][12]。サービス終了[13]。

アンライセンス帯無線LAN規格を使用するもの
- スピードネット 無線アクセスサービス（スピードネット→東京電力） - 2.4GHz帯のIEEE 802.11（FH方式）を使用[14][15]。高速化のためのIEEE802.11bは電波干渉のために使えなかったとされる[15]。サービス終了。
- WIS-net（ワイヤレスインターネットサービス）[16][17] - 関東・中部・九州の一部で提供[18]。同技術を使用したものとしてNTT-MEの「WAKWAKピアル」[19]（川崎市宮前区、 藤沢市湘南台）、大京とNTT-MEの合弁会社ファミリーネットジャパンの「サイバーホーム・ワイヤレス」（ライオンズマンション周辺）も存在した[20][21]。2.4GHz帯のIEEE802.11[22]およびIEEE802.11b[22][18]を使用。ADSLなどの有線アクセスの普及によりサービス終了[23]。
- eoメガエア[24]（ケイ・オプティコム） - 2.4GHz帯のIEEE 802.11bを使用[25]。サービス終了。
- TEPCOひかりマンションタイプ　5GHz無線プラン→ひかりone マンション タイプ無線（東京電力→KDDI） - 5GHz帯のIEEE 802.11aを使用[26]。サービス終了[27]。
- Air11（ワイコム）[28] - 北海道の一部地域で提供されていた[29]が、エリアのAir5Gへの転換が進んでいる。2022年現在、北海道湧別町（旧上湧別町含む）でのみ提供[30]。2.4GHz帯のIEEE 802.11bを使用[31]。
- ドリームコミュニケーション（高知無線機） - 高知の一部で提供[32]。2.4GHz帯のIEEE 802.11b/IEEE 802.11gに対応するJRL-710SU[33]を使用[32]。

5GHz帯無線アクセスシステム（高出力無線LAN、IEEE 802.11j）を使用するもの（2036年終了予定）
- スカイネットV（オーレンス） - 北海道別海町、中標津町、寿都町、士幌町、上川町、芽室町、初山別村、妹背牛町、秩父別町、上富良野町、大樹町で提供していた[34]。2023年3月終了[35]。
- ホエールネット[36]/パイヌシマネット[37]/宜野座BB[38]（運営委託：NTTビジネスソリューションズ[36][39][38]） - 沖縄県座間味村、渡嘉敷村、竹富町、宜野座村で提供。光ブロードバンド開通に伴いホエールネットは終了した[40]。
- 無線エリア（関西ブロードバンド） - FWAによる無線エリアは宮城県塩竈市および高知県安芸市[41]
- Air5G（ワイコム）[42][43] - 北海道湧別町（旧上湧別町含む）、新篠津村、当別町、留寿都村、更別村、北見市、上士幌町、比布町、八雲町、標茶町、浜中町、鹿追町、音更町で提供[44]。
- 鷹栖町FWA[45] (旭川ケーブルテレビ) - 北海道鷹栖町で提供していた。2022年度にはFWA廃止によって鷹栖町の地域情報化基盤加入促進事業も廃止された[46]。
- はまなすFWAサービス（はまなすインフォメーション） - 北海道岩見沢市で提供。バックボーン回線にNTT東日本の特定地域向けIPデータ通信網サービスを使用[47][48][49]。はなますBWAへと移行中となっている。
- あじさいネット 無線接続サービス/やませみネット 無線接続サービス (CBBS) - 前者は広島県安芸高田市で、後者は静岡県榛原郡川根本町で提供。IP一斉告知サービス（つながり隊伝言板、かわねフォン伝言板）もある[50][51][52]。

固定系WiMAXを使用するもの
- テレメBB-WiMAX（沖縄テレメッセージ） - 4.9GHz帯を使用[53]。沖縄県南城市、うるま市で提供[54]。サービス終了。

なお地域WiMAX（後の地域BWA）は固定系WiMAXではなくモバイルWiMAXが中心となっていた（屋外設置型のモバイルWiMAX端末は存在した）。
方式不明
- トカラ結ネット (運営委託：グッドコミュニケーションズ（シナプス）[56])[57] - 鹿児島県トカラ列島の十島村で提供していた[57]。

ローカル5Gを使用するもの
- NURO Wireless 5G（ソニーワイヤレスコミュニケーションズ） - 4.8-4.9GHz帯ローカル5GとWi-Fi 6 (IEEE802.11ax) のアグリゲーションを使用[58]。

### PHS FWA
PHS FWAは、指向性アンテナを基地局・端末双方に用いPHS無線インターフェースで固定回線を設定するものである。見通し距離で5kmまで設定可能である。1.9GHz帯無線アクセスとも呼ばれる。
一部の中進国・発展途上国の電話回線が導入されていない地域の固定電話の代替、日本の需要の少ないもしくは強風・積雪による電線の障害の多い地域のアナログ固定電話・N-ISDNの取替え用などとして用いられている。かつてYOZANが提供していたボイススポットフォンもこれに近い。

## Nomadic Wireless Access
NWAは、端末等は1箇所に固定されず移動できるが、自動ハンドオーバーが行われないため、通信するためには静止状態になる必要がある。IEEE 802.16-2004（固定向けWiMAX）などが代表例。また、無線LANスポット（公衆サービス）もある意味NWAの範疇に入る。
FWAや光ケーブルで基地局間を接続するものと、NWAと同じ通信規格でメッシュ状に中継を行うものとがある。
主なサービス
- 公衆無線LAN

## Mobile Wireless Access
MWAは、端末等は移動しながら通信でき、基地局間でハンドオーバー処理が行われる。

### 無線WAN
無線WAN（WWAN：Wireless Wide Area Network）は、音声移動体通信（携帯電話・PHS）から発展したものである。サービスの面的展開を重視し、通信速度の低下を許容する場合の基地局あたりのサービスエリアが大きいものが多い。
主なサービス (※下り1Mbps以上の物に限る）
- FDD/TDMA
  - Enhanced/Evolved EDGE
- 3G
  - CDMA2000 1x
  - CDMA2000 1x EV-DO Rel.0
  - W-CDMA
- 3.5G
  - HSDPA/HSUPA
  - Rel 7/8 HSPA+
  - CDMA2000 1x EV-DO Rev.A-B
- 3.9G
  - LTE 2x2/4x4 MIMO
  - AXGP
- その他
- i-BURST
- Flash OFDM
- CDMA450 EV-DO Rev.A
- TD-CDMA/TD-SCDMA/(MC)

### 無線MAN
無線MAN（WMAN：Wireless Metropolitan Area Network）は、データ通信（IP）に特化した移動体向け高速無線パケット通信である。最高通信速度・周波数帯域利用効率重視で、基地局あたりのサービスエリアが小さいものが多い。
IEEE 802.16/IEEE 802.20シリーズが代表的なものである。一部にはIEEE 802.11シリーズの技術改良したものも開発・実験などされている。
主なサービス (※下り1Mbps以上の物に限る）
- 高度化PHS
- DECT
- モバイルWiMAX（IEEE 802.16e）
- WiBro

## 各通信規格の比較
- 最高通信速度の欄は、上段はセル当たりの通信スループットの（平均値 - ）最高値、下段カッコ内はユーザスループット。スループットは静止状態か移動状態かによって、および基地局からの距離に比例して、変動する場合がある。またスループットおよび通信距離は見通しあり（LoS：Line of Sight）か見通しなし（nLoS：non LoS）かによって変動する場合がある。
- 最長通信距離は、環境の良い地点間で通信速度低下を許容する場合の値
- opt.=optional

### 通信距離（30 - 100km）
| 規格名                | 帯域幅(MHz) | 最高通信速度(Mbps) | 最高通信速度(Mbps) | 最長通信距離(km) | 複信 方式 | 多元接続 方式     | 変調方式                  | 変調方式                  | 特徴                                                                   | 用途                                       |
| 規格名                | 帯域幅(MHz) | 下り               | 上り               | 最長通信距離(km) | 複信 方式 | 多元接続 方式     | 下り                      | 上り                      | 特徴                                                                   | 用途                                       |
| --------------------- | ----------- | ------------------ | ------------------ | ---------------- | --------- | ----------------- | ------------------------- | ------------------------- | ---------------------------------------------------------------------- | ------------------------------------------ |
| SIGFOX                | 0.0001      | 0.0001             | 0.0001             | 50               |           |                   |                           |                           | サブGHz帯LPWA                                                          | IoT                                        |
| WiMAX（IEEE 802.16d） | 1.25        |                    |                    | 48               | FDD TDD   | OFDMA             | OFDM適応変調 64QAM - QPSK | OFDM適応変調 64QAM - QPSK | インテルが開発 指向性アンテナ                                          | FWA                                        |
| WiMAX（IEEE 802.16d） | 20          | 74.81              | 74.81              | 48               | FDD TDD   | OFDMA             | OFDM適応変調 64QAM - QPSK | OFDM適応変調 64QAM - QPSK | インテルが開発 指向性アンテナ                                          | FWA                                        |
| WiMAX（IEEE 802.16d） | 28          | 134.4              | 134.4              | 48               | FDD TDD   | OFDMA             | OFDM適応変調 64QAM - QPSK | OFDM適応変調 64QAM - QPSK | インテルが開発 指向性アンテナ                                          | FWA                                        |
| CDMA450 EV-DO Rev.A   | 1.25        | 3.1（ - 3.1）      | 1.8（ - 1.8）      | 50               | FDD       | 下りTDMA 上りCDMA | 64QAM - π/4 DQPSK         | 8PSK - BPSK               | CDMA2000の技術を450MHz帯で使い、2GHz帯の25倍のセルエリアとなっている。 | NMT450の置き換え。東欧・インド・アフリカ等 |

### 通信距離（3 - 30km）
| 規格名                       | 帯域幅 （MHz）          | 最高 通信 速度 （Mbps）          | 最高 通信 速度 （Mbps）          | 最長 通信 距離 （km） | 複信 方式  | 多元接続 方式             | 変調方式               | 変調方式               | 特徴 | 用途                                                                          |
| 規格名                       | 帯域幅 （MHz）          | 下り                             | 上り                             | 最長 通信 距離 （km） | 複信 方式  | 多元接続 方式             | 下り                   | 上り                   | 特徴 | 用途                                                                          |
| ---------------------------- | ----------------------- | -------------------------------- | -------------------------------- | --------------------- | ---------- | ------------------------- | ---------------------- | ---------------------- | --- | ----------------------------------------------------------------------------- |
| RPMA                         |                         | 0.040                            | 0.040                            | 20                    |            |                           |                        |                        | 独自規格 2.4GHz帯LPWA | IoT                                                                           |
| LoRaWAN                      | 0.125                   | 0.0003 - 0.055                   | 0.0003 - 0.055                   | 10 - 15               |            |                           |                        |                        | サブGHz帯LPWA | IoT                                                                           |
| PDC（ARIB RCR STD-27）       | .05（.025インタリーブ） | .042/3（1x/.0096 - 3x/.0288）    | .042/3（1x/.0096 - 3x/.0288）    | 10                    | FDD        | TDMA                      | π/4 DQPSK              | π/4 DQPSK              | | 日本の第2世代携帯電話                                                         |
| GPRS                         | .4（.2インタリーブ）    | .270833/8（1x/.0214 - 8x/.1712） | .270833/8（1x/.0214 - 8x/.1712） | 10                    | FDD        | TDMA                      | GMSK                   | GMSK                   | GSMの拡張（General Packet Radio Services）                                                                                    | 第2.5世代携帯電話                                                             |
| EDGE EGPRS                   | .4（.2インタリーブ）    | .8125/8（1x/.0592 - 8x/.4736）   | .8125/8（1x/.0592 - 8x/.4736）   | 10                    | FDD        | TDMA                      | 3π/8PSK GMSK           | 3π/8PSK GMSK           | EDGE（Enhanced Data Rates for GSM Evolution）拡張GPRS                                                                         | 第3世代携帯電話。2007年1月時点全世界196サービス                               |
| EDGE Evolution Enhanced EDGE | .4（.2インタリーブ）    | 1.0833/8（1x/.0816 -             | 1.0833/8（1x/.0816 -             | 10                    | FDD        | TDMA                      | π/4 16QAM 3π/8PSK GMSK | π/4 16QAM 3π/8PSK GMSK | EDGE拡張規格。誤り検出訂正にターボ符号。2アンテナ2受信機2搬送波。エリクソン開発中2008年出荷予定                               | 2009年サービス予定                                                            |
| EDGE Evolution Enhanced EDGE | .4（.2インタリーブ）    | （16x/1.3056）                   | （8x/.6528）                     | 10                    | FDD        | TDMA                      | π/4 16QAM 3π/8PSK GMSK | π/4 16QAM 3π/8PSK GMSK | EDGE拡張規格。誤り検出訂正にターボ符号。2アンテナ2受信機2搬送波。エリクソン開発中2008年出荷予定                               | 2009年サービス予定                                                            |
| EDGE Evolution Evolved EDGE  | .4（.2インタリーブ）    | 1.75/8（1x/.1184 -               | 1.75/8（1x/.1184 -               | 10                    | FDD        | TDMA                      | π/4 32QAM - GMSK       | π/4 32QAM - GMSK       | EDGE拡張規格。変調速度1.2倍。                                                                                                 |                                                                               |
| EDGE Evolution Evolved EDGE  | .4（.2インタリーブ）    | （16x/1.8944）                   | （8x/.9472）                     | 10                    | FDD        | TDMA                      | π/4 32QAM - GMSK       | π/4 32QAM - GMSK       | EDGE拡張規格。変調速度1.2倍。                                                                                                 |                                                                               |
| CDMA2000 1x                  | 1.25                    | ?（.1536 .3072）                 | ?（.1536 .3072）                 | 10                    | FDD        | SCDMA                     | π/4 DQPSK              | π/4 QPSK BPSK          | 電力制御で一定通信速度を確保                                                                                                  | 米国・日本（au）の第3世代携帯電話                                             |
| CDMA2000 1x EV-DO Rel.0      | 1.25                    | 2.4（.6 - ）                     | .1536                            | 10                    | FDD        | 下りTDMA 上りCDMA         | 16QAM 8PSK π/4 DQPSK   | π/4 QPSK BPSK          | タイムスロット優先割り当て。電力一定、適応変調・符号化。ハイブリッドARQ。RAKE受信とソフトハンドオーバーなし。音声とは別帯域。 | 米国・日本（au）の第3世代携帯電話                                             |
| CDMA2000 1x EV-DO Rev.A      | 1.25                    | 3.1                              | 1.8                              | 10                    | FDD        | 下りTDMA 上りCDMA         | 64QAM - π/4 DQPSK      | 8PSK - BPSK            | タイムスロット優先割り当て。電力一定、適応変調・符号化。ハイブリッドARQ。RAKE受信とソフトハンドオーバーなし。音声とは別帯域。 | 米国・日本（au）の第3.5世代携帯電話                                           |
| CDMA2000 1x EV-DO Rev.B      | 1.25                    | 4.9                              | 1.8                              | 10                    | FDD        | 下りTDMA 上りCDMA         | 64QAM - π/4 DQPSK      | 8PSK - BPSK            | タイムスロット優先割り当て。電力一定、適応変調・符号化。ハイブリッドARQ。RAKE受信とソフトハンドオーバーなし。音声とは別帯域。 | 米国・日本（au）の第3.5世代携帯電話                                           |
| CDMA2000 1x EV-DO Rev.B      | 5                       | 14.7                             | 5.4                              | 10                    | FDD        | 下りTDMA 上りCDMA         | 64QAM - π/4 DQPSK      | 8PSK - BPSK            | タイムスロット優先割り当て。電力一定、適応変調・符号化。ハイブリッドARQ。RAKE受信とソフトハンドオーバーなし。音声とは別帯域。 | 米国・日本（au）の第3.5世代携帯電話                                           |
| CDMA2000 1x EV-DO Rev.B      | 20                      | 73.5                             | 27                               | 10                    | FDD        | 下りTDMA 上りCDMA         | 64QAM - π/4 DQPSK      | 8PSK - BPSK            | タイムスロット優先割り当て。電力一定、適応変調・符号化。ハイブリッドARQ。RAKE受信とソフトハンドオーバーなし。音声とは別帯域。 | 米国・日本（au）の第3.5世代携帯電話                                           |
| W-CDMA                       | 5                       | 2（.384）                        | 2（.064 - .384）                 | 10                    | FDD        | CDMA                      | QPSK                   | BPSK                   | 電力制御で一定通信速度を確保                                                                                                  | 欧州・日本の第3世代携帯電話                                                   |
| HSPA HSDPA                   | 5                       | 14.4（1.8 - ）                   | 2（.064 - .384）                 | 3                     | FDD        | CDMA /TDM                 | 16QAM π/4 DQPSK        | BPSK                   | タイムスロット優先割り当て。電力一定、適応変調・符号化。ハイブリッドARQ。音声と帯域共用可。                                   | 欧州・日本の第3.5世代携帯電話                                                 |
| HSPA HSUPA                   | 5                       | 14.4（1.8 - ）                   | 5.76                             | ?                     | FDD        | CDMA /TDM                 | 16QAM π/4 DQPSK        | 8PSK - BPSK            | タイムスロット優先割り当て。電力一定、適応変調・符号化。ハイブリッドARQ。音声と帯域共用可。                                   | 欧州・日本の第3.5世代携帯電話                                                 |
| Rel 7 HSPA+                  | 5                       | 28（14 - ）                      | 11.5                             |                       | FDD        | CDMA /TDM MIMO            | 16QAM π/4 DQPSK        | 8PSK - BPSK            | タイムスロット優先割り当て。電力一定、適応変調・符号化。ハイブリッドARQ。音声と帯域共用可。                                   | 欧州・日本の第3.5世代携帯電話                                                 |
| Rel 8 HSPA+                  | 5                       | 42（14 - ）                      | 11.5                             | 64QAM-                | FDD        | CDMA /TDM MIMO            |                        | 8PSK - BPSK            | タイムスロット優先割り当て。電力一定、適応変調・符号化。ハイブリッドARQ。音声と帯域共用可。                                   | 欧州・日本の第3.5世代携帯電話                                                 |
| TD-CDMA HSDPA                | 5                       | 5.2                              | .848                             | 3.8                   | TDD        | TDMA & CDMA               | 16QAM QPSK             | QPSK                   | 音声はVoIP |                                                                               |
| TD-CDMA HSDPA                | 10                      | 11                               | 1.7                              | 3.8                   | TDD        | TDMA & CDMA               | 16QAM QPSK             | QPSK                   | 音声はVoIP |                                                                               |
| TD-CDMA HSDPA                | 10                      | 22.1                             | 2.64                             | 3.8                   | TDD        |                           |                        |                        | 音声はVoIP |                                                                               |
| TD-SCDMA                     | 1.25                    | 2.4（? - ）                      | ?（? - ）                        | 11.3                  | TDD        | SCDMA                     | 16QAM - QPSK           | 8PSK - QPSK            | |                                                                               |
| TD-SCDMA（MC）               | 5                       | 5.8（.768 - ）                   | ?（? - ）                        | 10?                   | TDD        | SCDMA                     | MC（10） 16QAM - QPSK  | MC 8PSK - QPSK         | アダプティブアレイ。米Navini NetworksのMulti-carrier Synchronous Beamforming                                                  |                                                                               |
| LTE 2×2 MIMO                 | 20                      | 173                              | 58                               |                       | FDD TDD    | 下りOFDMA上りSC-FDMA MIMO |                        | 16QAM                  | | 第3.9世代携帯電話                                                             |
| LTE 4×4 MIMO                 | 20                      | 326                              | 86                               | 64QAM                 | FDD TDD    | 下りOFDMA上りSC-FDMA MIMO |                        |                        | | 第3.9世代携帯電話                                                             |
| i-BURST（IEEE 802.20）       | 5                       | 24.402（3x / 1,061）             | 7.959（3x / .346）               | 12.75                 | TDD        | TDMA MIMO（3）            | MC（8） 24QAM - BPSK   | MC 8PSK - BPSK         | アダプティブアレイ（12）。米アレイコム・京セラが主導                                                                          | 60 - 70km/hで同等のモビリティ。サービス地域：オーストラリア・南アフリカ共和国 |
| Flash-OFDM（IEEE 802.20）    | 1.25                    | 3（1 - 1.5）                     | .9（.3 - .5）                    | 5                     | FDD        | OFDMA                     | 適応変調               | 適応変調               | アダプティブアレイ。米フラリオンが開発                                                                                        | 320km/h以下でのモビリティ                                                     |
| PHS FWA（ARIB RCR STD-28）   | .288                    | .384/8（1x/.032 - 16x/.5）       | .384/8（1x/.032 - 16x/.5）       | 5（opt. - 15）        | TDD（5ms） | TDMA SDMA                 | π/4 DQPSK              | π/4 DQPSK              | 指向性アンテナ（opt. ハイパワーアンプ）                                                                                       | 1.9GHz帯無線アクセス                                                          |
| XGP （ITU-R M.1801）         | .9                      | 4/8（1x/.5 - 4x/2）              | 4/8（1x/.5 - 4x/2）              | 7                     | TDD（5ms） | OFDMA TDMA SDMA MIMO      | 適応変調 256QAM - BPSK | 適応変調 256QAM - BPSK | アダプティブアレイ、上下対称TDD、自律分散制御                                                                                 | 日本のBWA（無線ブロードバンド技術）常時接続型システム                         |
| XGP （ITU-R M.1801）         | 9                       | 40/8（1x/.5 - 36x/20）           | 40/8（1x/.5 - 36x/20）           | 7                     | TDD（5ms） | OFDMA TDMA SDMA MIMO      | 適応変調 256QAM - BPSK | 適応変調 256QAM - BPSK | アダプティブアレイ、上下対称TDD、自律分散制御                                                                                 | 日本のBWA（無線ブロードバンド技術）常時接続型システム                         |
| XGP （ITU-R M.1801）         | 18                      | 80/8（1x/.5 - 72x/40）           | 80/8（1x/.5 - 72x/40）           | 7                     | TDD（5ms） | OFDMA TDMA SDMA MIMO      | 適応変調 256QAM - BPSK | 適応変調 256QAM - BPSK | アダプティブアレイ、上下対称TDD、自律分散制御                                                                                 | 日本のBWA（無線ブロードバンド技術）常時接続型システム                         |
| AXGP                         | 20                      | 10-150（cat1 - cat4）            | 5-50（cat1 - cat4）              |                       | TDD        | MIMO 2x2 - 4x4            | 64QAM                  | 16QAM                  | 上り/下り非対称 TD-LTE準拠 VoLTEはサポートしない 独自の干渉制御                                                               | 第3.9世代携帯電話                                                             |

### 通信距離（0.1 - 3km）
| 規格名                                       | 帯域幅 （MHz） | 最高 通信 速度 （Mbps）        | 最高 通信 速度 （Mbps）        | 最長 通信 距離 （km） | 複信 方式      | 多元接続 方式  | 変調方式                     | 特徴                                              | 用途                                                               | 用途                                                               |
| 規格名                                       | 帯域幅 （MHz） | 下り                           | 上り                           | 最長 通信 距離 （km） | 複信 方式      | 多元接続 方式  | 変調方式                     | 特徴                                              | 用途                                                               | 用途                                                               |
| -------------------------------------------- | -------------- | ------------------------------ | ------------------------------ | --------------------- | -------------- | -------------- | ---------------------------- | ------------------------------------------------- | ------------------------------------------------------------------ | ------------------------------------------------------------------ |
| 特定小電力無線（ARIB STD-T67）               | .0125          | .0048                          | .0048                          | .2                    | 単信FDD        | FDMA           | 2値FSK                       | 免許不要局                                        | テレメータ用、テレコントロール用及びデータ伝送用無線設備           | テレメータ用、テレコントロール用及びデータ伝送用無線設備           |
| Wi-Fi HaLow                                  |                | .150                           | .150                           | 1                     |                |                |                              | サブGHz帯LPWA                                     | IoT                                                                | IoT                                                                |
| Wi-SUN (IEEE802.15.4g)                       |                | 0.05 - 0.4 (FSK)0.8 (OFDM)     | 0.05 - 0.4 (FSK)0.8 (OFDM)     | 1                     |                |                | FSK O-QPSK OFDM              | サブGHz帯LPWA                                     | IoT                                                                | IoT                                                                |
| PHS（ARIB RCR STD-28）                       | .288           | .384/8（1x/.032 - 16x/.5）     | .384/8（1x/.032 - 16x/.5）     | .1                    | TDD（5ms）     | TDMA           | π/4 DQPSK                    | デジタルコードレス電話用帯域併用、SDMA            | サービス地域：日本・台湾・タイ・ベトナム・中国。                   | 携帯型トランシーバー、デジタルコードレス電話、IPセントレックス     |
| PHS（ARIB RCR STD-28）                       | .288           | .384/8（1x/.032 - 16x/.5）     | .384/8（1x/.032 - 16x/.5）     | .5（opt. - 5）        | TDD（5ms）     | TDMA           | π/4 DQPSK                    | （opt. アダプティブアレイ）、 SDMA                | サービス地域：日本・台湾・タイ・ベトナム・中国。                   | 1900MHz帯加入者系無線アクセス通信用帯域併用                        |
| 高度化PHS（ARIB RCR STD-28）                 | .288           | 1.536/8（1x/.128 - 16x/2）     | 1.536/8（1x/.128 - 16x/2）     | .2                    | TDD（5ms）     | TDMA           | 適応変調 256QAM - BPSK       | デジタルコードレス電話用帯域併用、SDMA            | サービス地域：日本（W-OAM）                                        | 携帯型トランシーバー、デジタルコードレス電話（規格上のみ）         |
| 高度化PHS（ARIB RCR STD-28）                 | .288           | 1.536/8（1x/.128 - 16x/2）     | 1.536/8（1x/.128 - 16x/2）     | 1（opt. - 7）         | TDD（5ms）     | TDMA           | 適応変調 256QAM - BPSK       | （opt. マクロ基地局）、 アダプティブアレイ、SDMA  | サービス地域：日本（W-OAM）                                        | 1900MHz帯加入者系無線アクセス通信用帯域併用                        |
| 高度化PHS（ARIB RCR STD-28）                 | .884           | 5.12/8（1x/.5 - 16x/8）        | 5.12/8（1x/.5 - 16x/8）        | 1（opt. - 7）         | TDD（5ms）     | TDMA           | 適応変調 256QAM - BPSK       | （opt. マクロ基地局）、 アダプティブアレイ、SDMA  | 広帯域化PHS（規格上のみ）                                          | 1900MHz帯加入者系無線アクセス通信用帯域併用                        |
| DECT                                         | 1.782          | 1.152/24（1x/.032 - 12x/.384） | 1.152/24（1x/.032 - 12x/.384） | .1                    | TDD            | TDMA           | GMSK                         |                                                   | 第3世代移動通信システム・欧州のデジタルコードレス電話              | 第3世代移動通信システム・欧州のデジタルコードレス電話              |
| WiBro                                        |                | 3                              | 3                              | 1                     |                |                |                              |                                                   | サービス地域：韓国。60km/h以下でのモビリティ                       | サービス地域：韓国。60km/h以下でのモビリティ                       |
| Mobile WiMAX（IEEE 802.16e）（ITU-R M.1801） | 5              | 15                             | 15                             | 1.5                   | FDD TDD（5ms） | SOFDMA / OFDMA | 適応変調 QPSK 16/64 QAM      | 上下非対称TDD、Wave2（MIMO、IPv6、5段階QoS、MBS） | サービス地域：日本（Wave2以上限定）予定。120km/h以下でのモビリティ | サービス地域：日本（Wave2以上限定）予定。120km/h以下でのモビリティ |
| Mobile WiMAX（IEEE 802.16e）（ITU-R M.1801） | 10             | 32                             | 32                             | 1.5                   | FDD TDD（5ms） | SOFDMA / OFDMA | 適応変調 QPSK 16/64 QAM      | 上下非対称TDD、Wave2（MIMO、IPv6、5段階QoS、MBS） | サービス地域：日本（Wave2以上限定）予定。120km/h以下でのモビリティ | サービス地域：日本（Wave2以上限定）予定。120km/h以下でのモビリティ |
| Mobile WiMAX（IEEE 802.16e）（ITU-R M.1801） | 20             | 75                             | 75                             | 1.5                   | FDD TDD（5ms） | SOFDMA / OFDMA | 適応変調 QPSK 16/64 QAM      | 上下非対称TDD、Wave2（MIMO、IPv6、5段階QoS、MBS） | サービス地域：日本（Wave2以上限定）予定。120km/h以下でのモビリティ | サービス地域：日本（Wave2以上限定）予定。120km/h以下でのモビリティ |
| MBFDD（4x4 MIMO）（IEEE 802.20）             | 5              | 66                             | 9.8                            | 1                     | FDD            | MIMO           | 適応変調 QPSK 8PSK 16/64 QAM |                                                   |                                                                    |                                                                    |
| MBFDD（4x4 MIMO）（IEEE 802.20）             | 20             | 260                            | 36                             | 1                     | FDD            | MIMO           | 適応変調 QPSK 8PSK 16/64 QAM |                                                   |                                                                    |                                                                    |

### 通信距離（ - 0.1km）
| 規格名                 | 帯域幅 （MHz） | 最高 通信 速度 （Mbps） | 最高 通信 速度 （Mbps） | 最長 通信 距離 （km） | 複信 方式                          | 多元接続 方式                      | 変調方式                          | 特徴                                                                  | 用途                             |
| 規格名                 | 帯域幅 （MHz） | 下り                    | 上り                    | 最長 通信 距離 （km） | 複信 方式                          | 多元接続 方式                      | 変調方式                          | 特徴                                                                  | 用途                             |
| ---------------------- | -------------- | ----------------------- | ----------------------- | --------------------- | ---------------------------------- | ---------------------------------- | --------------------------------- | --------------------------------------------------------------------- | -------------------------------- |
| ZigBee (IEEE802.15.4） | 5              | .25                     | .25                     | .069                  | CSMA/CA DS-CDMA                    | CSMA/CA DS-CDMA                    | O-QPSK                            | 間欠動作による省電力化                                                | ワイヤレス・センサ・ネットワーク |
| IEEE 802.11            | 20             | 1                       | 1                       | .1                    | CSMA/CA DS-CDMA                    | CSMA/CA DS-CDMA                    | DSSS、DBPSK                       | 指向性アンテナで更なる長距離通信が可能なものも存在する                | 無線LAN                          |
| IEEE 802.11            | 20             | 2                       | 2                       |                       | CSMA/CA DS-CDMA                    | CSMA/CA DS-CDMA                    | DSSS、DQPSK                       | 指向性アンテナで更なる長距離通信が可能なものも存在する                | 無線LAN                          |
| IEEE 802.11b           | 20             | 11                      | 11                      |                       | CSMA/CA DS-CDMA                    | CSMA/CA DS-CDMA                    | 適応変調CCK、DQPSK                | 指向性アンテナで更なる長距離通信が可能なものも存在する                | 無線LAN                          |
| IEEE 802.11a           | 20             | 54                      | 54                      | .05                   | CSMA/CA 52搬送波OFDM               | CSMA/CA 52搬送波OFDM               | OFDM 適応変調 64QAM               | 日本国内では屋内の利用に限り免許不要                                  | 無線LAN                          |
| IEEE 802.11g           | 20             | 54                      | 54                      | .08                   | CSMA/CA 52搬送波OFDM               | CSMA/CA 52搬送波OFDM               | OFDM 適応変調 64QAM               | 指向性アンテナで更なる長距離通信が可能なものも存在する                | 無線LAN                          |
| IEEE 802.11j           | 20             | 54                      | 54                      | .05                   | CSMA/CA 52搬送波OFDM               | CSMA/CA 52搬送波OFDM               | OFDM 適応変調 64QAM               | 指向性アンテナで更なる長距離通信が可能なものも存在する                | 無線LAN                          |
| IEEE 802.11n           | 20             | 104                     | 104                     | .08                   | CSMA/CA MIMO 108搬送波OFDM         | CSMA/CA MIMO 108搬送波OFDM         | OFDM 適応変調 64QAM               | ビームフォーミング（独自規格）                                        | 無線LAN                          |
| IEEE 802.11n           | 40             | 300                     | 300                     | .08                   | CSMA/CA MIMO 108搬送波OFDM         | CSMA/CA MIMO 108搬送波OFDM         | OFDM 適応変調 64QAM               | ビームフォーミング（独自規格）                                        | 無線LAN                          |
| IEEE 802.11ac          | 80/160         | 433.3 - 6933            | 433.3 - 6933            |                       | CSMA/CA MU-MIMO 52 - 468搬送波OFDM | CSMA/CA MU-MIMO 52 - 468搬送波OFDM | OFDM 適応変調 256QAM              | ビームフォーミング（規格実装） 5GHz帯のみ                             | 無線LAN                          |
| UWB                    | 7500           | 50 - 480                | 50 - 480                | .02                   | CSMA/CA MB-OFDM / CSMA/CA DS-CDMA  | CSMA/CA MB-OFDM / CSMA/CA DS-CDMA  | CSMA/CA MB-OFDM / CSMA/CA DS-CDMA | 消費電力200mW以下。広帯域を他の無線局の妨害とならない出力で共用する。 | Wireless USB                     |
| Bluetooth 1.1          | 78             | .7232                   | .0576                   | .01                   | TDMA DS-CDMA                       | TDMA DS-CDMA                       | 2値FSK（1次）                     | 省電力                                                                | 携帯機器同士の無線接続           |
| Bluetooth 2.0+EDR      | 78             | 2.1                     | .0576                   | .01                   | TDMA DS-CDMA                       | TDMA DS-CDMA                       | π/4 QPSK、8DPSK                   | 省電力                                                                | 携帯機器同士の無線接続           |
| Bluetooth 3.0          |                | 42                      |                         |                       |                                    |                                    |                                   |                                                                       |                                  |
| Wigig (IEEE802.11ad）  |                | 5000                    | 5000                    | .01                   |                                    |                                    |                                   | アダプティブアレイ、ビームフォーミング 60GHz帯                        | 無線LAN、Wireless HDMI、4K/8K    |

## 周波数帯域の分類（日本）
| 周波数 （GHz） | 無線局免許 | 用途                                              | 競合                      | 特徴 | 日本におけるサービス                                                                                             |
| -------------- | ---------- | ------------------------------------------------- | ------------------------- | --- | --- |
| .920           |            | スマートメーター、IoT                             |                           | .915MHz帯(US)、.863MHz帯（欧州） 広域カバレッジ、回り込み                                                                                     | |
| 2.3 - 2.4      | 要         |                                                   | 固定無線                  | | |
| 2.4 - 2.5      | 不要       | 無線LAN（IEEE 802.11 b.g.n） 無線PAN（Bluetooth） | 電子レンジ アマチュア無線 | ISMバンドであり、屋外の広帯域無線アクセスとする場合、 他用途との干渉など問題が多いとされる。                                                  | 広域無線アクセス スピードネット（終了）・eoメガエア                                                              |
| 2.5 - 2.69     | 要         | IMT-2000                                          | 移動体向け衛星放送        | | BWA向けに割当がなされ、モバイルWiMAX （UQコミュニケーションズ）、AXGP（Wireless City Planning)に割当られている。 |
| 3.3 - 3.8      | 要         | 移動体向け無線アクセス                            | 放送伝送用システム        | | |
| 3.8 - 4.9      | 要         | 移動体向け無線アクセス                            | 固定無線 通信衛星         | | |
| 4.9 - 5.0      | 要         | 移動体向け無線アクセス                            | 固定無線（2007年まで）    | | |
| 5.03 - 5.091   | 要         | 移動体向け無線アクセス （2007年まで使用可能）     | 衛星による航空機着陸支援  | | |
| 5.15 - 5.25    | 不要       | 無線LAN （IEEE 802.11 n.a）                       |                           | 国際統一バンド（屋内利用に限る） | |
| 5.25 - 5.35    | 不要       | 無線LAN （IEEE 802.11 n.a）                       | 気象レーダー              | DFS/TPC必須（屋内利用に限る） | |
| 5.47 - 5.725   | 不要       | 無線LAN （IEEE 802.11 n.a）                       |                           | 国際統一バンド、DFS/TPC必須（屋内・屋外用）                                                                                                   | |
| 5.25 - 5.85    | 要         | 移動体向け無線アクセス                            | 固定無線                  | | |
| 22             | 要         | 準ミリ波帯無線アクセス                            | 固定無線 通信衛星         | 離島・山間部などの光ケーブル敷設がコストに見合わない地域の情報化の推進のために使用される。 また、集合住宅での各戸への配信にも使用されている。 | |
| 23             | 要         | 準ミリ波帯無線アクセス                            | 固定無線 通信衛星         | 離島・山間部などの光ケーブル敷設がコストに見合わない地域の情報化の推進のために使用される。 また、集合住宅での各戸への配信にも使用されている。 | 一部のケーブルテレビ・インターネット接続                                                                         |
| 26             | 要         | 準ミリ波帯無線アクセス                            | 固定無線 通信衛星         | 離島・山間部などの光ケーブル敷設がコストに見合わない地域の情報化の推進のために使用される。 また、集合住宅での各戸への配信にも使用されている。 | Bフレッツ |
| 36             | 要         | ミリ波帯無線アクセス                              | 固定無線 通信衛星         | 離島・山間部などの光ケーブル敷設がコストに見合わない地域の情報化の推進のために使用される。 また、集合住宅での各戸への配信にも使用されている。 | |
| 38             | 要         | ミリ波帯無線アクセス                              | 固定無線 通信衛星         | 離島・山間部などの光ケーブル敷設がコストに見合わない地域の情報化の推進のために使用される。 また、集合住宅での各戸への配信にも使用されている。 | |
| 40             | 要         | ミリ波帯無線アクセス                              | 固定無線 通信衛星         | 離島・山間部などの光ケーブル敷設がコストに見合わない地域の情報化の推進のために使用される。 また、集合住宅での各戸への配信にも使用されている。 | |
| 60             |            |                                                   |                           | | |

- DFS（Dynamic Frequency Selection）：動的周波数選択
- TPC（Transmit Power Control）：送信空中線電力制御